# بيتي ودمان
بيتي ودمان (بالإنجليزية: Betty Woodman)‏ هي نحّاتة وفنانة أمريكية، ولدت في 1930 في نوروولك في الولايات المتحدة، وتوفيت في 2 يناير 2018 في إيطاليا.

## وصلات خارجية
- بيتي ودمان على موقع IMDb (الإنجليزية)
- بيتي ودمان على موقع قاعدة بيانات الفيلم (الإنجليزية)